# Olivier Rouyer
Olivier Rouyer (* 1. Dezember 1955 in Nancy) ist ein ehemaliger französischer Fußballspieler und -trainer. 

## Der Spieler
Der Stürmer stand bis 1981 sieben Jahre lang beim französischen Erstligisten AS Nancy unter Vertrag. Danach spielte er drei weitere Jahre für Racing Strasbourg in der Division 1 und zwei für Olympique Lyon in der Division 2. Olivier Rouyer hat es insgesamt auf 287 Erstligaeinsätze gebracht, in denen ihm 84 Treffer gelangen. Einen Meistertitel vermochte er nie zu gewinnen – 1974 musste er mit Nancy sogar absteigen, und Rang 4 in der Saison 1976/77 war die beste Abschlussplatzierung.

### Stationen
- 1973/74 AS Nancy
- 1974/75 EAC Chaumont, in D2
- 1975–1981 AS Nancy
- 1981–1984 RC Strasbourg
- 1984–1986 Olympique Lyon, in D2
- 1986–1988 FCO Neudorf (Amateure)
- 1988–1990 FC Strasbourg Koenigshoffen 06 (Amateure)
- 1990/91 FC Eschenau 1927 e. V.

## In der Nationalelf
Rouyer bestritt zwischen 1976 und 1981 17 Spiele für die A-Nationalmannschaft, worin ihm zwei Tore gelangen. Bei der Weltmeisterschaft 1978 gehörte er zum französischen Aufgebot, wo er in der Schlussviertelstunde des ersten Gruppenspiels (1:2 gegen Italien) sowie im letzten Vorrundenmatch (3:1 gegen Ungarn) eingesetzt wurde.

## Palmarès
- Französischer Pokalsieger: 1978
- 17 A-Länderspiele (2 Tore)

## Nach der Spielerkarriere
Von 1991 bis 1994 trainierte er die AS Nancy; 1999 war er für einige Monate in gleicher Funktion beim schweizerischen FC Sion tätig. Anfang des 21. Jahrhunderts arbeitete er bei den Liveübertragungen von Meisterschaftsspielen für den Bezahlfernsehsender Canal+ als Co-Kommentator.
Nach dem Ende seiner sportlichen Karriere hatte sich Rouyer als schwul geoutet.

## Trivia
1977/78 stand er in der siegreichen Elf der Lothringer, die mit einem 1:0 (Torschütze: Michel Platini) über OGC Nizza den Landespokal gewann.